# Petrus Apianus

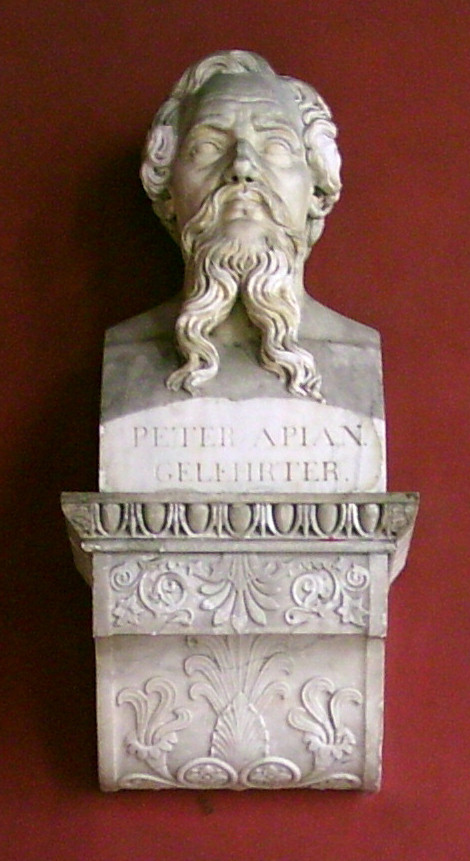
Apianus mellszobra, München

Petrus Apianus (Leisnig, 1495. április 16. – Ingolstadt, 1552. április 21.) sokoldalú német reneszánsz tudós.

## Élete
Eredeti neve Peter Bennewitz (vagy Bienewitz) volt. (A latin apis a német Biene -magyarul a méh - szó fordítása.) A szászországi Leisnig-ben született, iskolai tanulmányait Rochlitz-ben végezte. 1516-tól 1519-ig a lipcsei egyetemen tanult. Ekkor vette fel a korabeli szokásoknak megfelelő latinos Apianus nevet.
Tanulmányait Bécsben folytatta annak a Georg Tannstetternek a tanítványaként, aki Magyarország 1527-es térképét szerkesztette.
1521-ben a B.A. fokozat megszerzése után Regensburgban, majd Landshutban tanult. 1527-ben egyetemi katedrát kapott Ingolstadban. Élete során több másik egyetemre is meghívták, de haláláig megtartotta katedráját.

## Munkássága
Matematikus, csillagász, földrajztudós és térképész volt, és így került V. Károly német-római császár kegyeibe, aki 1541-ben a regensburgi birodalmi gyűlésen nemesi rangba emelte.
Apianus kifejlesztett egy módszert a földrajzi hosszúságok meghatározására, a csillagok Holdtól való távolságának a mérése segítségével. 1527-ben a nyugati világban elsőként (a névadó Blaise Pascal előtt) foglalkozott a Pascal-háromszög egy változatával.

## Emlékezete
A Holdon egy krátert és a 19139-Apian kisbolygót nevezték el a tiszteletére.

## Művei
- Cosmographicus Liber (1524)
- Ein newe und wolgegründete underweisung aller Kauffmanns Rechnung ….. (1527) (ISBN 3-928671-11-1); im Gemälde "The Ambassadors" (1533) von Hans Holbein d. J. (National Gallery, London) wiedergegeben
- Instrument Buch (1533)
- Astronomicum Caesareum (1540)